# Marjan Banis
Marjan Banis (Krimpen aan den IJssel, 22 oktober 1963) is een Nederlands blokfluitist.

## Opleiding
Banis studeerde blokfluit aan het Sweelinckconservatorium te Amsterdam waar ze les kreeg van onder meer Walter van Hauwe, Kees Boeke en Marijke Miessen. Na haar afstuderen in 1988 bij Van Hauwe met een cum laude solistendiploma kreeg ze masterclasses van Frans Brüggen en Harry Sparnaay.

## Werkzaamheden
Banis is vooral uitvoerend musicus. Haar repertoire omvat zowel twintigste-eeuwse composities, als muziek uit de Middeleeuwen, de renaissance en de barok. Banis treedt in binnen- en buitenland op. Zij maakt deel uit van het Brisk Recorder Quartet uit Amsterdam dat verder bestaat uit Alide Verheij, Susanna Borsch en Bert Honig. Hiermee heeft ze sinds 1986 in vele grote concertzalen gestaan waaronder het Concertgebouw, de Doelen, Musis Sacrum, de Frits Philipszaal en Vredenburg. Ze maakte concertreizen naar onder meer Frankrijk, België, Duitsland, Engeland, IJsland, Bulgarije, Slowakije, Hongarije, Zwitserland, Italië, Portugal, Canada en de Verenigde Staten. Behalve concerten geeft zij met Brisk ook kindervoorstellingen. In 2004 verscheen de kindershow "speelgoed" met onder anderen Porgy Franssen en Bart Kiene, die eind 2009 werd opgevolgd door "meneer Zwoei" met onder anderen Hans Thissen. Naast haar werk als uitvoerend musicus geeft zij workshops en masterclasses in binnen- en buitenland.

## Discografie
- Music of the Spheres: English Consort Songs & Instrumental Music of Late 16th Century, Globe Records 1997, GLO 5163[4]
- Vintage Brisk, Globe Records, GLO 5220, 2007
- The Domestication of the Animal World, Globe Records, GLO 5228, 2007
- Jacob Obrecht: The Secular Works, met teksten van Gerrit Komrij, Globe Records, 2005, GLO 6059[5]
- The Spirit of Venice, Globe Records 2010, GLO 5233[4]